# Carmen Walker Späh
Carmen Walker Späh, née le 29 janvier 1958 à Altdorf (originaire de Wassen et de Zurich), est une personnalité politique suisse du canton de Zurich, membre du Parti libéral-radical (PLR).
Elle est conseillère d'État depuis mai 2015, à la tête de la direction de l'économie.

## Biographie
Carmen Walker Späh ou CWS naît Carmen Walker le 29 janvier 1958 à Altdorf, dans le canton d'Uri,,. Elle est originaire de Wassen, dans le même canton, et de Zurich. Elle grandit à Altdorf.
Elle fait des études de droit à l'Université de Zurich, conclues par une licence en 1983. Elle obtient son brevet d'avocat en 1989.
Elle travaille d'abord brièvement pour le tribunal de district de Pfäffikon, puis pour un cabinet d'avocats de la ville de Zurich. De 1986 à 1988, elle occupe un poste de secrétaire juridique pour la commission de recours en matière de constructions du canton de Zurich, avant de prendre plusieurs fonctions dirigeantes, notamment chef du service juridique, au sein du département de la ville de Winterthour jusqu'en 2000. Elle exerce ensuite comme avocate indépendante pendant quinze ans.
Elle est mariée à Richard Späh, un architecte ancien président de l'Union des arts et métiers de la ville de Zurich, et mère de trois enfants,,. Elle habite à Zurich, dans le quartier de Wipkingen, depuis 1985.

## Parcours politique
Elle adhère au Parti libéral-radical (PLR) en 1995, après un dîner avec Doris Fiala. Elle s'engageait déjà depuis le début de la décennie dans l'association de son quartier, notamment pour la tranquillisation de la Rosengartenstrasse.
Son premier mandat électif est à la Constituante du canton de Zurich, de 2000 à 2005. Elle siège en parallèle au Conseil cantonal de Zurich, du 21 janvier 2002 au 17 mai 2015, où elle rejoint la commission pour la planification et les constructions (Kommission für Planung und Bau). Elle est candidate en 2008 à la présidence du PLR zurichois, mais échoue face à Beat Walti. En 2012, son parti lui préfère Marco Camin pour être candidat au Conseil de ville (exécutif) de Zurich,. De 2010 à 2017, elle préside la section nationale des Femmes PLR.
Elle est élue au Conseil d'État le 12 avril 2015, en cinquième position des sept élus. Elle y prend la tête de la direction de l'économie le 18 mai 2015.
Elle est réélue le 24 mars 2019, à nouveau en cinquième position. Elle préside le gouvernement en 2019-2020. En novembre 2021, elle annonce qu'elle se présentera pour un troisième mandat à l'exécutif cantonal. Elle est réélue le 12 février 2023, en septième position.

### Positionnement politique
Selon son profil Smartvote 2015, elle est sur la ligne de son parti, sauf en matière de migration où elle est un peu plus restrictive.
Elle est connue pour son combat de plus de 30 ans en faveur de la construction d'un tunnel routier dans son quartier de Wipkingen, d'abord au niveau de l'association de quartier et par une pétition, puis en 2001 par une tribune dans la Neue Zürcher Zeitung,. Elle crée par la suite une communauté d'intérêt, un comité interpartis et dépose des interventions au parlement cantonal. Après le rejet dans les urnes d'un projet de tram en 2010, auquel elle s'oppose parce qu'il ne résolvait pas le problème du trafic routier, elle présente en 2012, par l'intermédiaire de la commission dans laquelle elle siège, un projet de tunnel à 1,1 milliard de francs, mais ce projet est également rejeté dans les urnes en février 2020 alors qu'elle le défendait en tant que membre du gouvernement,.